# Koto

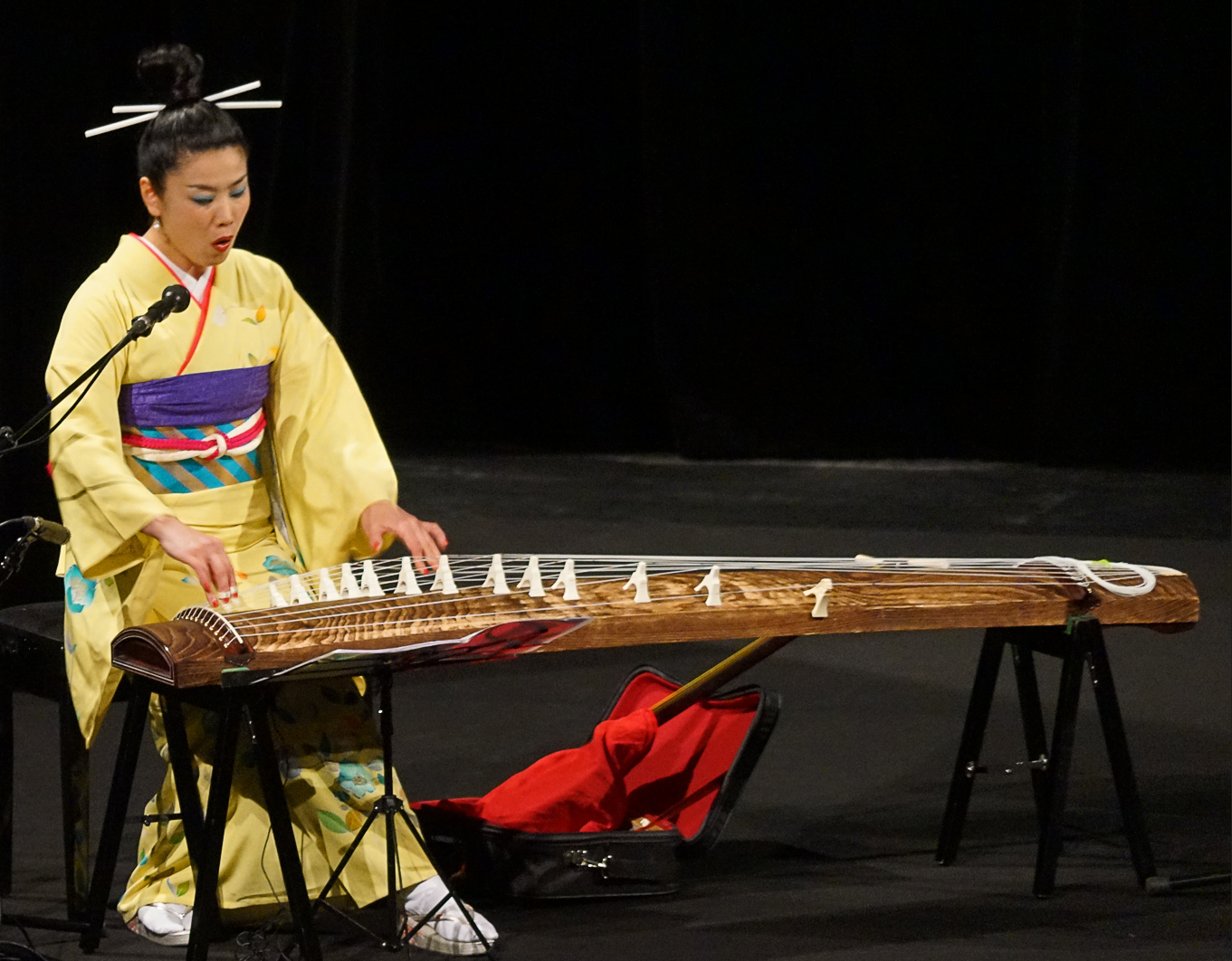
Koto-Spielerin Fumie Hihara

Koto (japanisch 琴 oder 箏, seltener auch als sō oder sō-no-koto gelesen) oder jūsangen (十三弦, „dreizehn Saiten“) ist eine mit 13 Saiten bespannte Wölbbrettzither, die in der höfischen japanischen Musik (Gagaku) gespielt wird. Die Form der koto basiert auf der chinesischen guzheng.
Bis in die Heian-Zeit (794–1185) bezeichnete koto unterschiedliche japanische Saiteninstrumente. So stand kin-no-koto für die chinesische Zither guqin und biwa-no-goto für die Laute biwa, während Kudara-koto („aus Kudara stammende koto“) ein anderer Name für die historische japanische Winkelharfe kugo war. Sumagoto ist ein anderer Name für die einsaitige Zither ichigenkin.

## Bauform
Eine durchschnittliche koto ist ein 1,80 m langes und 25 cm breites, aus Paulownienholz gefertigtes, hohles Saiteninstrument. Der Instrumentenkörper ist leicht nach oben gewölbt, besitzt zwei Schalllöcher im Boden und zwei kleine Stege, über welche die Saiten lockerer gespannt sind. Die insgesamt 13 Saiten bestehen heute meist aus Nylon oder Teflon, da diese langlebiger sind und fast die gleiche Klangqualität wie die traditionell verwendeten Seidensaiten haben. Verwandte Wölbbrettzithern sind neben der guzheng die japanische wagon (auch Yamato-goto), die koreanische gayageum, die vietnamesische đàn tranh und die mongolische yatga.
Die Saiten besitzen alle die gleiche Spannung und werden auf 13 beweglichen Stegen, den sogenannten Ji, gespannt. Durch Verschieben der Ji entlang der koto können die verschiedenen Töne eingestellt oder während des Spiels verändert werden. Bestanden die Ji früher aus Rosenholz oder sogar Elfenbein, wird heute vorwiegend die Kunststoffvariante eingesetzt. Keiko Nosaka entwickelte auch 20- und 25-saitige Instrumente.
Für jeden Teil der koto gibt es eine mythologische Beschreibung, wobei die Form der koto oft mit der eines Drachen verglichen wird. So heißt der obere Rücken der koto „Drachenpanzer“ (竜甲, Ryūko) (da asiatische Drachen, wie eine Schildkröte, einen Panzer besitzen sollen), der untere Teil „Drachenbauch“ (竜腹, Ryūhara), der hintere Teil ist der „Drachenschwanz“ (竜尾,Ryūbi), die vordere Brücke „Drachenhörner“ (竜角, Ryūkaku) und die hintere Brücke „Sitz der Engel“ (天御, Tenmiyo) oder auch „Wolkenhörner“ (雲角, Kumokaku), bezeichnend für die Wolken über den Hörnern des Drachen.

## Spielweise

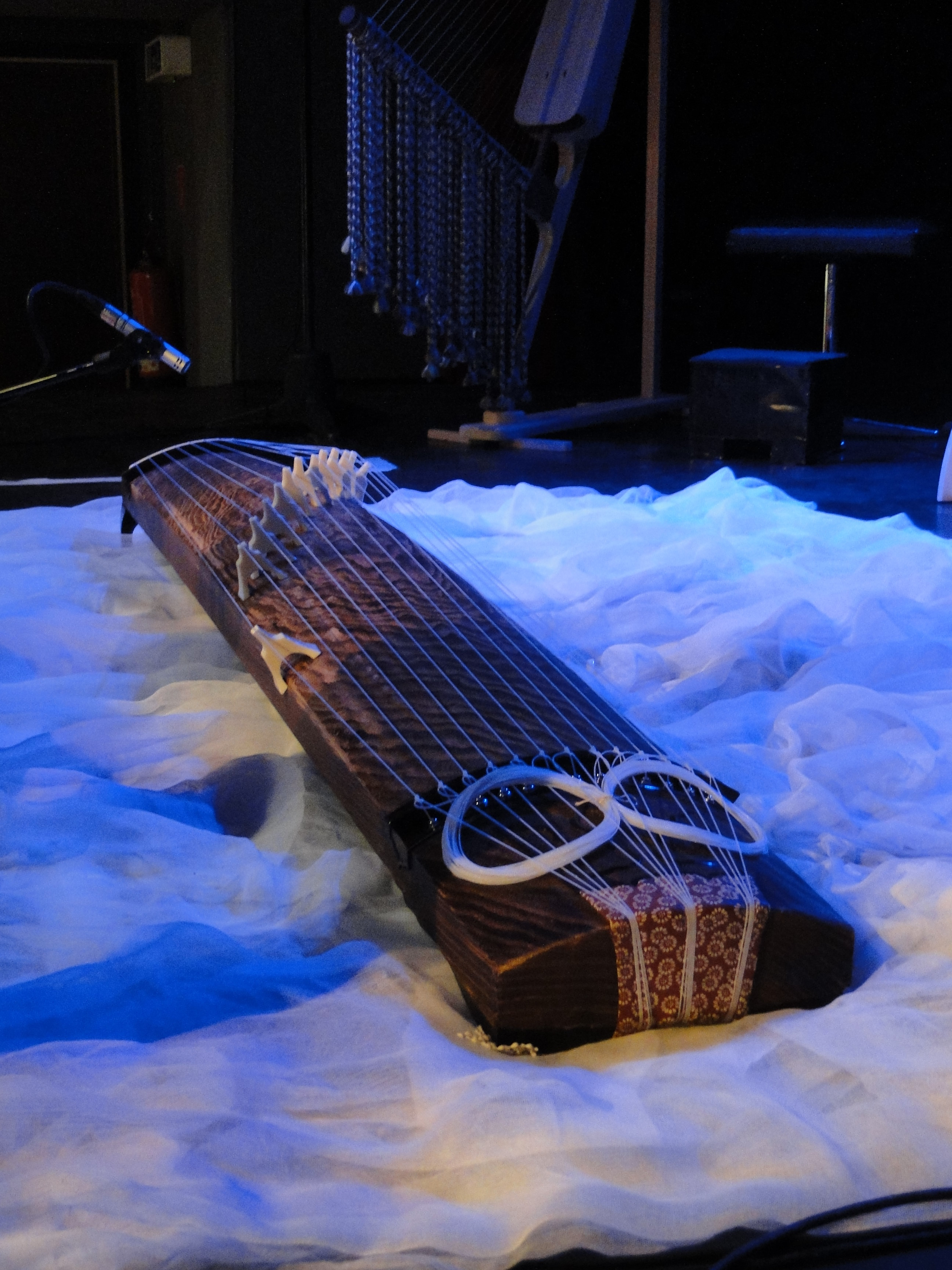
Saitenbefestigung der koto

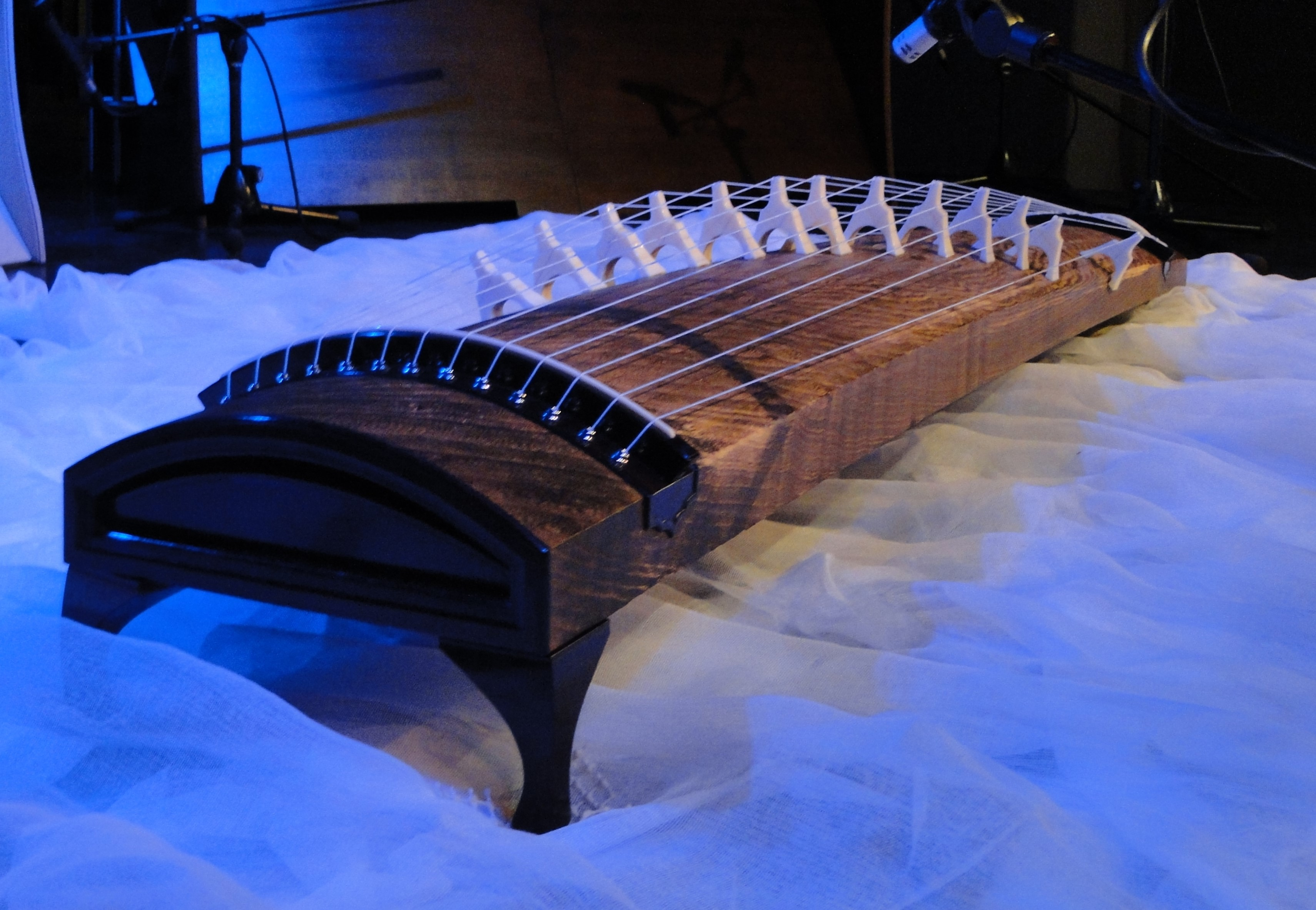
Stimm- und Spielseite der koto

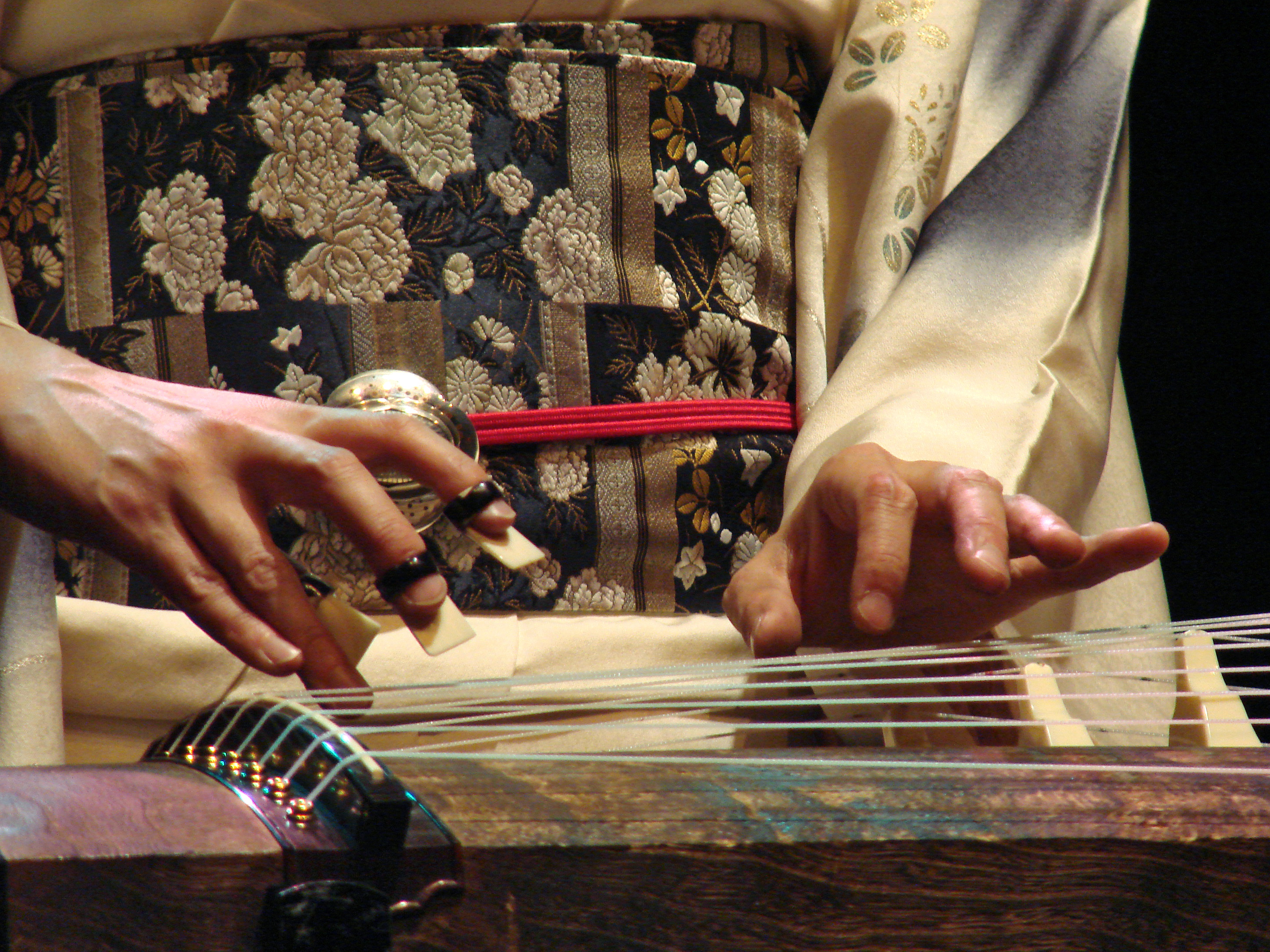
Das Zupfen der Saiten mit bloßer Hand sowie eckigen Plektren

Das Spiel der koto ist eine der traditionellen japanischen Künste des Kaiserhofes und wird auch heute noch gepflegt. Schon in Genji Monogatari („Die Geschichte des Prinzen Genji“), dem vielleicht ältesten Roman der Welt vom Ende des 10. / Anfang des 11. Jahrhunderts, wird die koto aufgrund ihrer großen Beliebtheit am japanischen Hofe erwähnt.
Die koto wird entweder kniend am Boden (in traditioneller Art) oder mit Hilfe von Holzbeinen im Sitzen gespielt. Die Saiten zupft man am rechten Ende sitzend mit der rechten Hand an. Dabei trägt man drei krallenähnliche Plektren, die Tsume (爪, „Kralle; Fingernägel“), wie Ringe an den Fingern. Tsume gibt es als elfenbeinerne Plektren mit Bambusringen bis vollständig aus Plastik gefertigt in mehreren Varianten. Mit der linken Hand werden Klangeffekte erzeugt, Saiten gezupft oder durch entsprechendes Niederdrücken der Saiten die Töne um eine halbe oder ganze Note erhöht.
Die Grundstimmung der koto nennt sich Hirajōshi (die Standardstimmung). Die Saiten werden von hinten nach vorne in folgender Reihenfolge gestimmt: D, G, A, Bb, D, Eb, G, A, Bb, D, Eb, G, A. Es gibt noch viele andere Stimmungen, wie zum Beispiel Gakujoshi oder Nogijoshi, bei denen meist von der Grundstimmung Hirajōshi ausgegangen wird.
Die Spielweise der koto unterteilt sich in die Ikuta- und Yamada-Schule. Der Unterschied zwischen den beiden besteht zum einen in den unterschiedlichen Plektren. Yamada haben fingernagelähnliche und Ikuta eckige Plektren. Zum anderen besteht der Unterschied in den Spielweisen. Außerdem hat die Yamada-Schule ihren Schwerpunkt in gesanglicher Begleitung zur koto.
Durch die verschiebbaren Stege ist die koto sehr flexibel, und es können nicht nur asiatische, sondern auch westliche Stimmungen eingestellt werden. Dadurch lädt die koto viele moderne Musiker dazu ein, mit japanischer Musik zu experimentieren und sie weiterzuentwickeln.

## Notation
Durch die vielen verschiedenen Kotoschulen, die in Japan existieren, haben sich verschiedene Arten der Notation gebildet. Die Gemeinsamkeit aller Noten besteht darin, dass zuerst eine Grundstimmung gegeben wird und dann die Nummern der anzuschlagenden Saiten; z. B. Stimmung Hirajōshi und danach die erste Seite 一, die siebte 七, die fünfte 五 usw. anschlagen.
Die 13 Saiten der koto haben eigene Bezeichnungen, die mit japanischen Kanji dargestellt werden. Man zählt die erste Saite, die auf der vom Spieler entfernten Seite des Instruments liegt, als die erste Saite (ichi 一). Die ersten zehn Saiten sind nach den japanischen Zahlen benannt. Die letzten drei Saiten heißen tō (斗, 11. Saite), i (為, 12.) und kin (巾, 13.).
Um sich den Klang der Hirajōshi einzuprägen, gibt es einen Merkspruch, bei dem je eine Silbe einer Saite entspricht: „matsumushi - suzumushi - kutsuwamushi“ (松虫 鈴虫 くつわ虫). Man zählt dabei drei Käfer auf. Die Namen der Käfer haben keinen direkten Zusammenhang mit der koto, denn man verwendet sie nur für ihren rhythmischen Klang.
Ansonsten gibt es manchmal kleine Unterschiede in der Niederschreibung von Verzierungen, Pausen, Rhythmus oder Halb- und Ganztönen. Die Noten werden in östlicher Tradition von oben nach unten und von rechts nach links gelesen.

## Herkunft

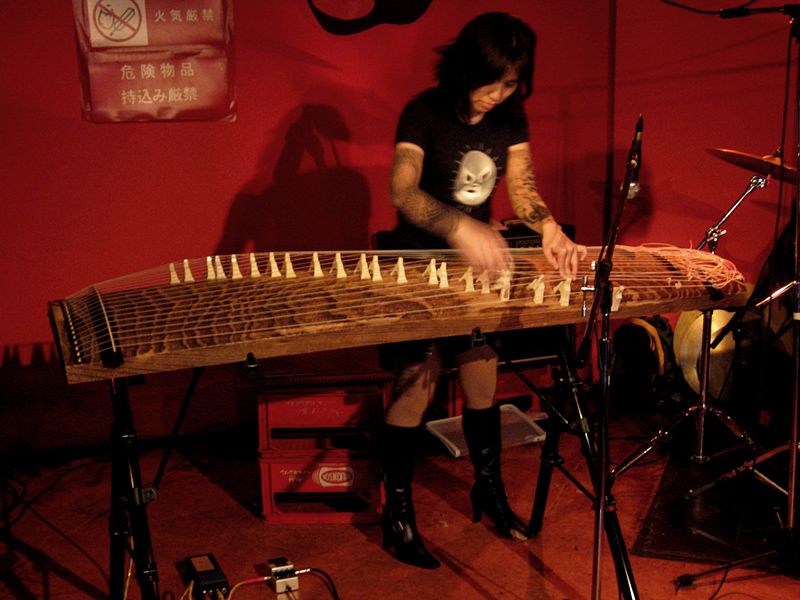
Michiyo Yagi spielt die 21-saitige Basskoto

Die koto wurde während der Nara-Zeit (710–793) als Instrument der Hofmusik (Gagaku) aus China nach Japan eingeführt. Eines der bekanntesten Stücke für koto heißt Rokudan no Shirabe. Rokudan wurde von Yatsuhashi Kengyō komponiert.
Es gibt zwei Hauptformen:
- Als Begleitinstrument, die 13- und mehrsaitige So mit einer Länge von etwa 1,80 m bis 2 m.
- Als Soloinstrument die aus China stammende, 1 m lange, siebensaitige Kin.

## Sonstiges
Die koto spielt eine wichtige Rolle im japanischen Manga Kono Oto Tomare!, der 2012 erschien und 2019 als Anime verfilmt wurde. Eine Bühnenversion war ebenfalls 2019 in Tokio, Fukuoka und Osaka zu sehen. Kono Oto Tomare! handelt von einem koto-Verein einer Schule in der Präfektur Kanagawa.